# Allée couverte de la Bertinière

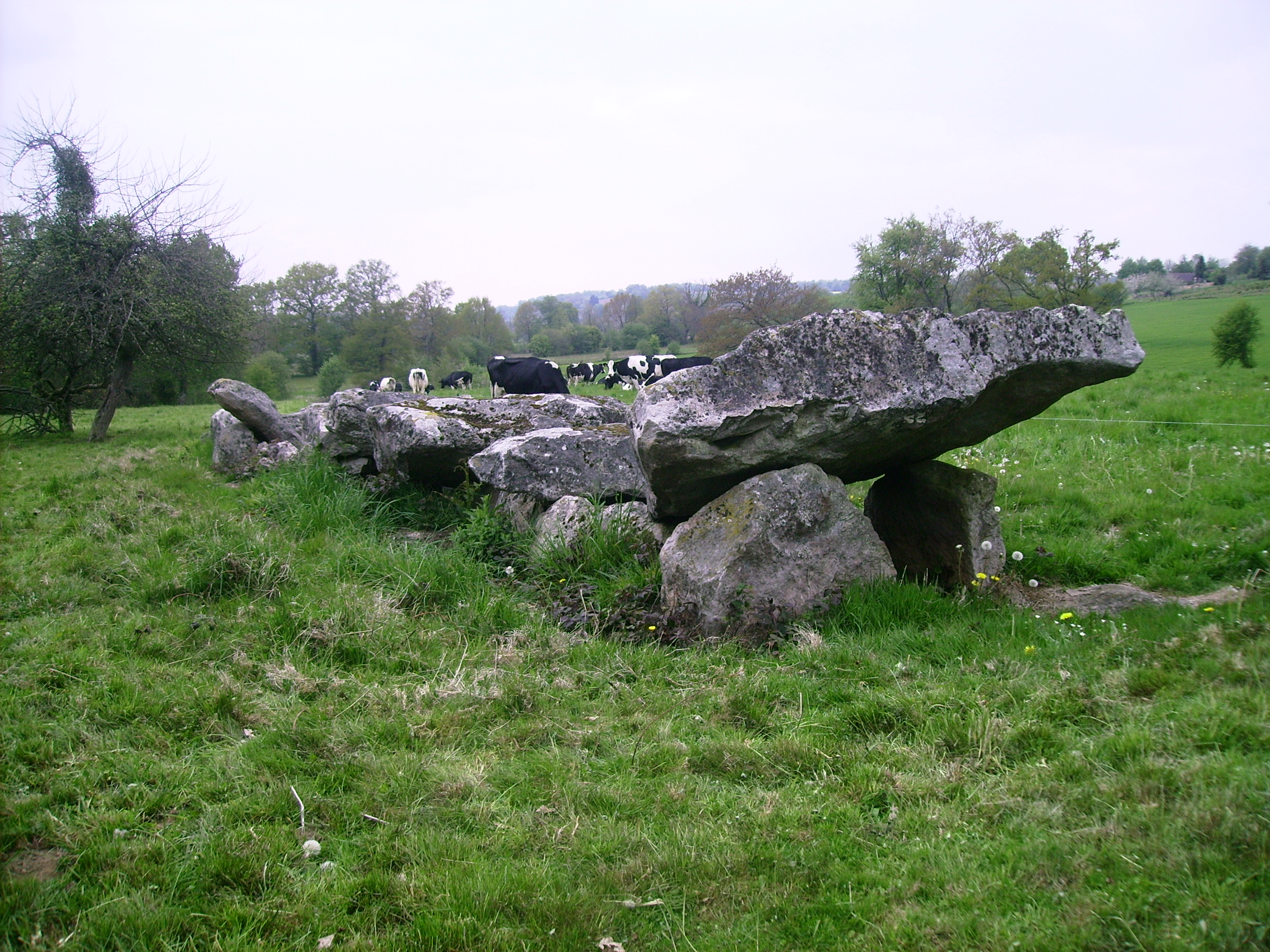
Allée couverte de la Bertinière

Schema eines Galeriegrabes

Die Allée couverte de la Bertinière, westlich von La Sauvagère im Département Orne in der Normandie in Frankreich, ist ein Galeriegrab. Es wurde 1880 vom Comte Gaspard de Contades entdeckt, der das Steingewirr im Gebüsch als Megalithanlage erkannte und es 1881 ausgrub. Seit 1967 ist das Grab als Monument historique klassifiziert.

## Lage
In der Nähe der Weiler Mauny und Bertinière westlich des Ortes La Sauvagère liegt das „Le Champ du Bas“, in dem ein Erdhügel mit Felsbrocken von Brombeeren und Ginster überwachsen lag (Parzelle 90).

## Beschreibung
Das Galeriegrab steigt nach Osten an, wo am Ende die Grabkammer liegt. Die Trag- und Decksteine sind aus silurischem Quarzsandsteinblöcken. Die Länge der Galerie beträgt 14,7 m, ihre unregelmäßige Breite etwa 1,45 m. Die Höhe liegt zwischen 1,10 und 1,25 m. Neun Steine bilden das Dach.

## Funde
Bei der Grabung 1881 wurden in der westlichen Kammer menschliche Knochen entdeckt, ein polierter Stein, zwei bearbeitete Silices und schwarze Keramik mit Wülsten. In der Galerie lagen ein Schädelfragment, vermutlich von einem Aasfresser verschleppt, und verbrannte Knochen.

## In der Nähe
Das Galeriegrab ist eines der wenigen Bauwerke dieser Art in der Normandie. Zwei andere aus der gleichen Zeit liegen wenige Kilometer entfernt. Im Süden, im Wald von Andaines, liegt der Dolmen de la Gione (der Fee Gione) und im Norden des Foret du Mont d’Here (bei Echauffour) liegt eine der Anlagen mit dem Namen Pierre Levée.